# Петров, Борис Ильич
Бори́с Ильи́ч Петро́в (28 августа 1929 года — 23 августа 2004 года) — генеральный директор Научно-производственного объединения «Башкирское» Российской академии сельскохозяйственных наук. Герой Социалистического Труда. Депутат Верховного Совета Башкирской АССР седьмого (1967—1971), одиннадцатого (1985—1990) созывов. Заслуженный агроном Башкирской АССР (1966), отличник сельского хозяйства РСФСР (1969), отличник народного просвещения РСФСР (1968).

## Биография
Борис Ильич Петров родился 28 августа 1929 г. в с. Баженово Белебеевского района БАССР.
Образование — высшее, в 1951 г. окончил Башкирский сельскохозяйственный институт. Кандидат экономических наук.
Трудовую деятельность начал в 1943 г. в колхозе «Правда» Белебеевского района. В 1947—1951 гг. учился в Башкирском сельскохозяйственном институте. С 1951 г. работал главным агрономом Белебеевского совхоза Белебеевского района, совхоза имени 8 Марта Ермекеевского района Башкирской АССР, в июле 1956 г. переведен главным агрономом Матраевского совхоза Хайбуллинского района, с ноября 1960 г. — директор Матраевского совхоза.
За годы восьмой пятилетки (1966—1970) производство зерна в Матраевском совхозе увеличилось на 200 процентов, мяса — 197, молока — 150, шерсти — 167. Урожайность зерновых поднялась за эти годы с 11,4 центнера с гектара до 22,5.
За высокие производственные показатели совхоз в 1970 г. награждён орденом Ленина. За достигнутые успехи в течение пятилетки Матраевскому совхозу неоднократно присуждались переходящие Красные знамёна Совета Министров СССР, ВЦСПС и Совета Министров РСФСР. Совхоз награждался юбилейной грамотой Башкирского обкома КПСС, Президиума Верховного Совета Башкирской АССР, Совета Министров Башкирской АССР и Башоблпрофсовета. Совхоз четыре года становился участником ВДНХ СССР.
За выдающиеся успехи, достигнутые в развитии сельскохозяйственного производства и выполнении пятилетнего плана продажи государству продуктов земледелия и животноводства, Указом Президиума Верховного Совета СССР от 8 апреля 1971 г. Б. И. Петрову присвоено звание Героя Социалистического Труда.
В 1972 г. назначен начальником Башкирского республиканского производственного объединения совхозов. В 1975 г. — первый заместитель министра сельского хозяйства БАССР, в 1986 г. — первый заместитель председателя Государственного агропромышленного комитета Башкирской АССР — министр. В 1988—1996 гг. — генеральный директор Научно-производственного объединения «Башкирское» Российской академии сельскохозяйственных наук.
Заслуженный агроном Башкирской АССР (1966), отличник сельского хозяйства РСФСР (1969), отличник народного просвещения РСФСР (1968).
Депутат Верховного Совета Башкирской АССР седьмого (1967—1971), одиннадцатого (1985—1990) созывов.
Петров Борис Ильич умер 23 августа 2004 года.

## Награды
- Герой Социалистического Труда (1971)
- Награждён орденами Ленина (1971), Трудового Красного Знамени (1966, 1976), Дружбы народов (1981), медалями

## Память
В Уфе на доме, где жил Петров Б. И., установлена мемориальная доска.